# エイホ (小惑星)
エイホ (2395 Aho) は、小惑星帯の小惑星。ハーバード大学天文台のアガシ観測所で発見された。
観測チームの中でも率先して辛い仕事を引き受けていたアーネ・J・エイホ (Arne J. Aho) に対する、仲間たちからの感謝の意を込めて名付けられた。